# Shiloh (New Jersey)
Pour les articles homonymes, voir Shiloh (homonymie).
Shiloh est un borough situé dans le comté de Cumberland, dans l'État du New Jersey, aux États-Unis.